# ICMPv6
Internet Control Message Protocol Version 6 (ICMPv6) lub ICMP for IPv6 jest nową wersją protokołu ICMP. ICMPv6 zdefiniowano w RFC 4443 ↓.
ICMPv6 działa w warstwie sieciowej OSI, czyli bezpośrednio na IPv6, poniżej protokołów takich jak UDP czy TCP. ICMPv6 jest integralną częścią IPv6 i musi być obsługiwany przez wszystkie jego implementacje.
Wiadomości ICMPv6 dzielą się na dwa typy – raporty błędów oraz informacje.

## Format pakietów
Poniższa tabelka przedstawia format pakietów ICMPv6. 8-bitowe pole Type wskazuje rodzaj wiadomości. Jeśli najstarszy bit jest zerem (wartości od 0 do 127), to jest to raport błędu; jeśli najstarszy bit jest 1 (wartości od 128 do 255), to jest to wiadomość informacyjna. 8-bitowe pole Code zależy od rodzaju wiadomości i jest używane do uszczegółowienia przekazywanych danych. Pole Checksum jest sumą kontrolną używaną do wykrycia potencjalnych przekłamań w pakiecie.
```
      0                   1                   2                   3
      0 1 2 3 4 5 6 7 8 9 0 1 2 3 4 5 6 7 8 9 0 1 2 3 4 5 6 7 8 9 0 1
     +-+-+-+-+-+-+-+-+-+-+-+-+-+-+-+-+-+-+-+-+-+-+-+-+-+-+-+-+-+-+-+-+
     |     Type      |     Code      |          Checksum             |
     +-+-+-+-+-+-+-+-+-+-+-+-+-+-+-+-+-+-+-+-+-+-+-+-+-+-+-+-+-+-+-+-+
     |                                                               |
     +                         Message Body                          +
     |                                                               |
     +---------------------------------------------------------------+
```

## Typy wiadomości ICMPv6
| Typ            | Znaczenie                                                                 |
| -------------- | ------------------------------------------------------------------------- |
| raporty błędów |                                                                           |
| 1              | Cel nieosiągalny (Destination Unreachable, RFC 4443 ↓)                    |
| 2              | Pakiet za duży (Packet Too Big, RFC 4443 ↓)                               |
| 3              | Przekroczono czas (Time Exceeded, RFC 4443 ↓)                             |
| 4              | Problem parametrów (Parameter Problem, RFC 4443 ↓)                        |
| 127            | Zarezerowano na potrzeby rozszerzeń protokołu                             |
| informacje     |                                                                           |
| 128            | Żądanie echa (Echo Request RFC 4443 ↓)                                    |
| 129            | Odpowiedź echa (Echo Reply RFC 4443 ↓)                                    |
| 133            | Zapytanie o ruter (Router Solicitation RFC 4861 ↓)                        |
| 134            | Ogłoszenie rutera (Router Advertisement RFC 4861 ↓)                       |
| 135            | Zapytanie o adres sprzętowy sąsiada (Neighbor Solicitation RFC 4861 ↓)    |
| 136            | Ogłoszenie adresu sprzętowego sąsiada (Neighbor Advertisement RFC 4861 ↓) |
| 255            | Zarezerwowano na potrzeby rozszerzeń protokołu                            |

Powyższa lista nie jest kompletna, aktualna i kompletna lista jest dostępna pod tym adresem: IANA: ICMPv6 Parameters

## Specyfikacje
- RFC 4443 ↓, Specyfikacja ICMPv6 dla IPv6 (Zastępuje RFC 2463 ↓ i RFC 1885 ↓)
- RFC 2894 ↓, Router Renumbering for IPv6